# Cyathura muromiensis
Cyathura muromiensis là một loài chân đều trong họ Anthuridae. Loài này được Nunomura miêu tả khoa học năm 1974.